# Iža
Iža (bis 1927 slowakisch auch „Iša“; ungarisch Izsa) ist eine Gemeinde in der Südslowakei. Die Gemeinde ist an der Donau etwa acht Kilometer von Komárno entfernt an der Donauebene gelegen.
Der Ort wurde 1268 erstmals schriftlich erwähnt. Im Ort leben etwa 1600 Einwohner, hiervon sind 72,75 % ungarischer und 24,23 % slowakischer Abstammung (2001).
Zur Gemeinde zählt auch die Ortslage Bokroš (ungarisch Bokrospuszta)

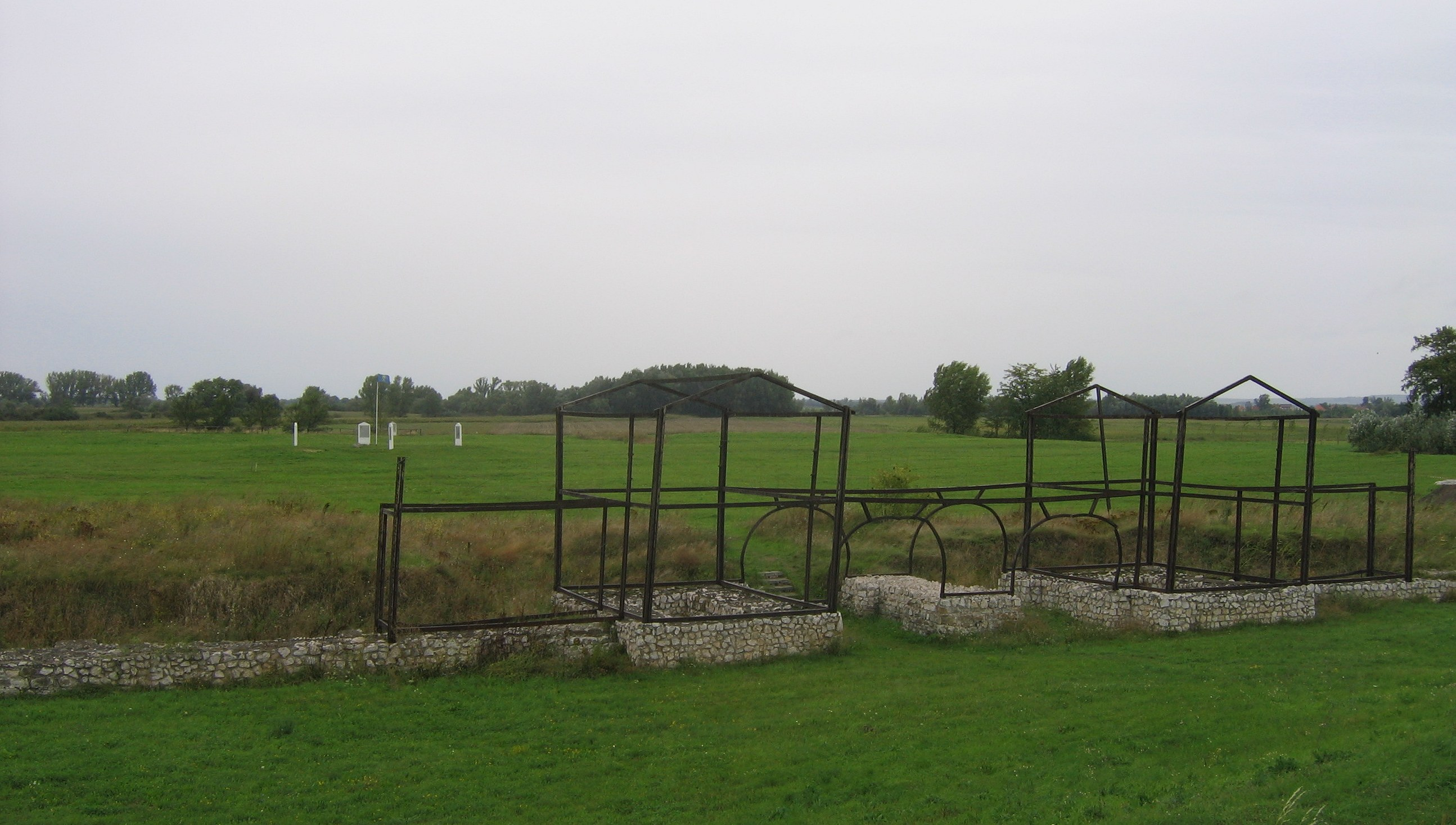
Ehemaliges römisches Militärlager Celemantia
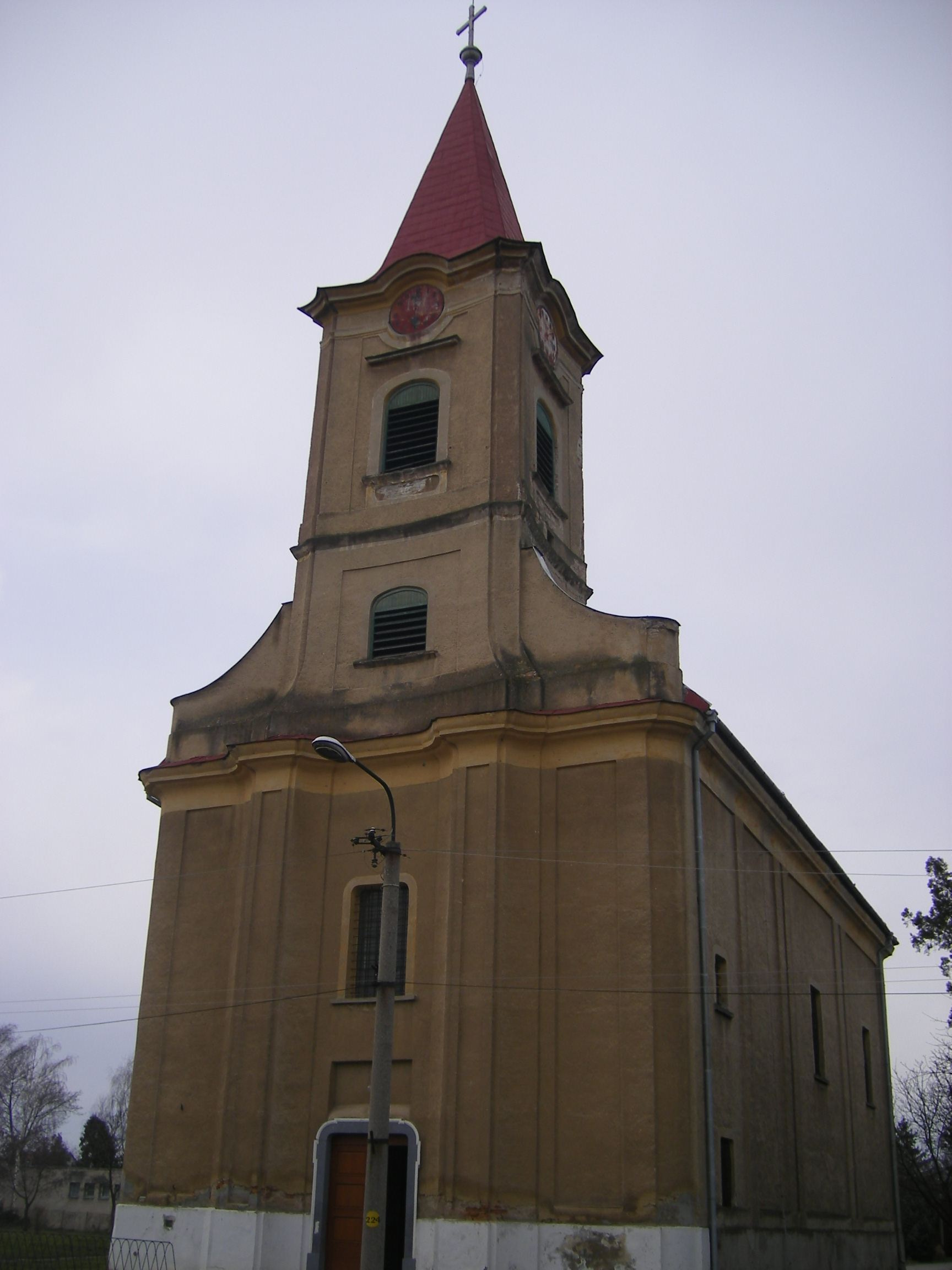
Kirche im Ort

## Bevölkerung
| Jahr                | 1994 | 2004    | 2014    | 2024    |
| ------------------- | ---- | ------- | ------- | ------- |
| Anzahl der Personen | 1626 | 1632    | 1636    | 1797    |
| Unterschied         |      | +0,36 % | +0,24 % | +9,84 % |

| Jahr                | 2023 | 2024    |
| ------------------- | ---- | ------- |
| Anzahl der Personen | 1786 | 1797    |
| Unterschied         |      | +0,61 % |

## Sehenswürdigkeiten

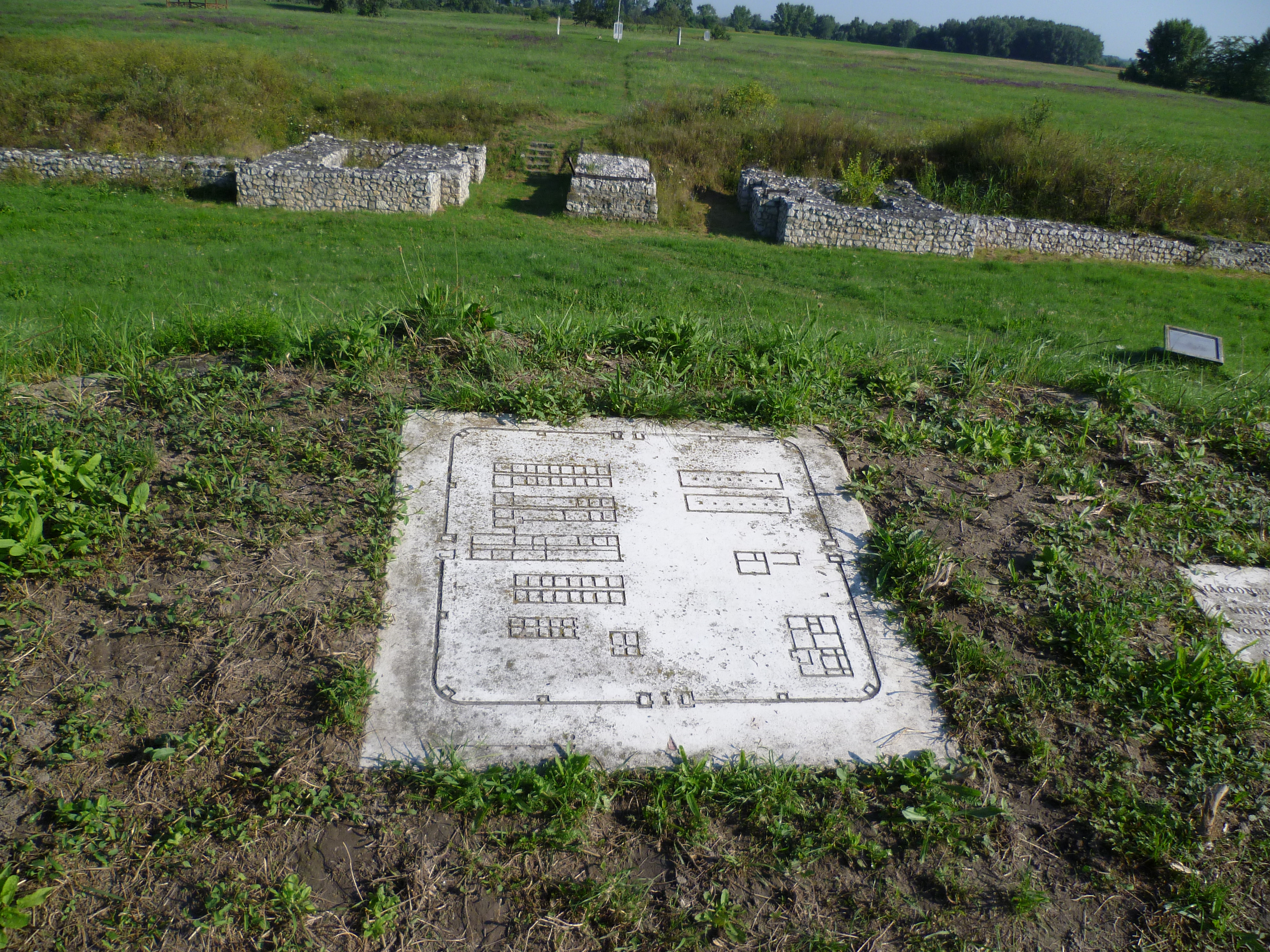
In Stein eingelassener Grabungsplan des römischen Kastells vor dem donauseitigen Südtor (Porta decumana).

Westlich des Ortes befindet sich das römische Kastell Iža-Leányvár. Der an der Donau auf dem Gebiet des damaligen Barbaricums als Brückenkopf gegenüber dem Legionslager Brigetio errichtete Garnisonsort, wurde im letzten Drittel des 2. Jahrhunderts n. Chr. gegründet und frühestens am Ende des 4. Jahrhunderts von der Truppe geräumt. Iža-Leányvár gehörte zum Limes Pannonicus. Heute können die konservierten und teilrekonstruierten Fundamente im Rahmen eines archäologischen Freilichtmuseums besichtigt werden.
Im Ort befindet sich eine römisch-katholische Kirche des hl. Erzengels Michael von 1721.

## Persönlichkeiten
- István Paulovics (1892–1952), ungarischer Archäologe und Altphilologe